# Kayserispor
Kayserispor este un club de fotbal din Kayseri, Turcia. Echipa susține meciurile de acasă pe Kayseri Kadir Has Stadium cu o capacitate de 32.864 de locuri. 

## Lotul actual 2024/2025
La 15 Oktober 2024.
| Nr. |               | Poziție | Jucător                                   |
| --- | ------------- | ------- | ----------------------------------------- |
| 1   | Turcia        | P       | Onurcan Piri                              |
| 3   | Ghana         | F       | Joseph Larweh Attamah                     |
| 4   | Grecia        | F       | Dimitrios Kolovetsios ()                  |
| 5   | Iran          | F       | Majid Hosseini                            |
| 6   | Iran          | M       | Ali Karimi                                |
| 7   | Portugalia    | A       | Miguel Cardoso                            |
| 8   | Turcia        | M       | Kartal Yılmaz (împrumutat de la Beșiktaș) |
| 9   | Haiti         | A       | Duckens Nazon                             |
| 10  | Maroc         | M       | Mehdi Bourabia                            |
| 11  | Turcia        | F       | Gökhan Sazdağı                            |
| 13  | Camerun       | A       | Stéphane Bahoken                          |
| 16  | Turcia        | M       | Mehmet Eray Özbek                         |
| 17  | Nigeria       | F       | Anthony Uzodimma                          |
| 20  | Guinea-Bissau | A       | Carlos Mané                               |

| Nr. |               | Poziție | Jucător                 |
| --- | ------------- | ------- | ----------------------- |
| 23  | Franța        | F       | Lionel Carole           |
| 25  | Țările de Jos | P       | Bilal Bayazit           |
| 26  | Turcia        | M       | Baran Ali Gezek U19     |
| 28  | Turcia        | M       | Ramazan Civelek         |
| 33  | Turcia        | F       | Hasan Ali Kaldırım      |
| 35  | Turcia        | F       | Batuhan Özgan U19       |
| 39  | Turcia        | P       | Mehmet Șamil Öztürk U19 |
| 54  | Turcia        | F       | Arif Kocaman            |
| 70  | Portugalia    | A       | Aylton Boa Morte        |
| 77  | Turcia        | A       | Nurettin Korkmaz        |
| 79  | Ghana         | M       | Yaw Ackah               |
| 92  | Guineea       | F       | Julian Jeanvier         |
| 99  | Turcia        | A       | Talha Sarıarslan        |
|     | Turcia        | F       | Bilal Ceylan            |